# Lichtbrenntjoch
Das Lichtbrenntjoch ist ein 1961 m ü. A. hoher Berg in den Ammergauer Alpen in Tirol. Er ist ein dem Danielkamm und der Hochschrutte nördlich vorgelagerter, recht eigenständiger Gipfel. Der selten besuchte Gipfel kann z. B. von Osten vom Plansee aus bestiegen werden.